# Міжнародно-правовий статус Придністровської Молдавської Республіки

Прапор Придністровської Молдавської Республіки

У статті розглядається міжнародно-правовий статус Придністровської Молдавської Республіки. Республіка є невизнаною державою, оскільки на даний момент не отримала визнання з боку хоча б однієї держави-члена ООН. Державами, які визнали незалежність ПМР, є Південна Осетія і Абхазія, які самі не є членами ООН і мають обмежене визнання.
Молдова не визнає ПМР державою, а розглядає її як сепаратистську організацію і маріонеткову державу, яка незаконно захопила і утримує молдавську територію.

## Державність
У дослідженні, проведеному Асоціацією Юристів Нью-Йорка (Association of the Bar of the City of New York) заявляється, що ПМР є де-факто режимом.

## Офіційні позиції
Жодна держава, що входить до ООН, не визнає державності і суверенності ПМР на території, яка вважається ними частиною Республіки Молдова. Законність влади Придністровської Молдавської Республіки визнає тільки Співдружність невизнаних держав.

### Офіційно визнають незалежність ПМР
| Держава            | Дата визнання                  | Примітка         |
| ------------------ | ------------------------------ | ---------------- |
| Республіка Абхазія | 22 січня 1993 року або раніше  | Взаємне визнання |
| Південна Осетія    | 12 жовтня 1994 року або раніше | Взаємне визнання |